# نژادپرستی زیست‌محیطی در ایالات متحده
نژادپرستی زیست‌محیطی، شکلی از نژادپرستی نهادی است که در آن، افراد رنگین‌پوست به‌طور نامتناسبی در معرض آسیب‌های زیست‌محیطی قرار می‌گیرند—از جمله آلودگی ناشی از دفع زباله‌های خطرناک و پیامدهای فاجعه‌های طبیعی.
این شکل از تبعیض نه‌فقط بر سلامت جسمی، بلکه بر سلامت روانی، فرصت‌های اقتصادی، کیفیت خدمات شهری و حتی شیوهٔ پاسخ به فجایع طبیعی نیز تأثیر می‌گذارد. جوامع رنگین‌پوست اغلب در نزدیکی محل‌های دفن زباله، نیروگاه‌ها و دیگر منابع آلودگی سکونت دارند—نه به انتخاب خود، بلکه نتیجهٔ فرآیندهای نهادی و تاریخی نابرابری. نژادپرستی زیست‌محیطی، بومیان آمریکا، آمریکایی‌های آفریقایی‌تبار، آمریکایی‌های آسیایی‌تبار، ساکنان جزایر اقیانوس آرام و جمعیت‌های اسپانیایی‌تبار را در معرض خطرات سلامت جسمی قرار می‌دهد و ممکن است بر سلامت روان تأثیر منفی بگذارد. این امر باعث ایجاد نابرابری در بسیاری از حوزه‌های مختلف زندگی، مانند حمل و نقل، مسکن و فرصت‌های اقتصادی می‌شود.
احتمال اینکه جوامع رنگین‌پوست در کنار منابع آلودگی مانند محل‌های دفن زباله، نیروگاه‌ها و کوره‌های زباله‌سوز مستقر شوند، بیشتر است. شواهدی وجود دارد که نشان می‌دهد قرار گرفتن در معرض آلودگی می‌تواند منجر به شیوع بالاتر بیماری‌ها شود.
این بیماری‌ها می‌توانند شامل اختلالات تنفسی مانند آسم، بیماری‌های قلبی–عروقی، برخی سرطان‌ها، اختلالات عصبی–رفتاری و حتی مشکلات روانی باشند. ارتباط بین آلودگی هوا، خاک یا آب با افزایش خطر بیماری در جوامع محروم یا رنگین‌پوست به‌ویژه برجسته‌تر است—واقعیتی که در بسیاری از مطالعات اپیدمیولوژیک بازتاب یافته. علاوه بر این، احتمال آلودگی آب در جوامع کم‌درآمد رنگین‌پوست بیشتر است. تجزیه و تحلیل داده‌های EPA نشان داد که دسترسی نابرابر به آب آشامیدنی سالم به شدت با نژاد مرتبط است. آلوده‌ترین جوامع معمولاً جوامعی هستند که فقر شدید، زیرساخت‌های ناکافی، مدارس غیراستاندارد، بیکاری مزمن و سیستم‌های مراقبت‌های بهداشتی ضعیف دارند. شواهد تجربی نشان می‌دهند که خطرات زیست‌محیطی تأثیر منفی بر ارزش املاک مجاور، فرصت‌های شغلی، و فعالیت‌های اقتصادی دارند. افزون بر این، چنین خطراتی می‌توانند منجر به تنش روانی نیز شوند.
فاجعه‌های طبیعی نیز اغلب *تأثیرات نابرابری بر جوامع رنگین‌پوست* دارند.
در بسیاری از موارد، میزان فقر در یک منطقه تأثیری بسیار قوی‌تر بر ابعاد خسارت ناشی از فاجعه دارد تا شدت خودِ فاجعه. در واقع، زیرساخت‌های ضعیف، نبود منابع اضطراری، و سیاست‌های تبعیض‌آمیز موجب می‌شوند که اقلیت‌های نژادی و قومی بیشتر آسیب ببینند—نه به‌دلیل موقعیت جغرافیایی، بلکه به‌سبب ساختارهای ناعادلانه‌ای که پیشاپیش زندگی آنان را شکننده کرده است. جوامع مرفه و سفیدپوست معمولاً در مناطق مرتفع‌تر زندگی می‌کنند، بنابراین نسبت به جوامع رنگین‌پوست در برابر سیل آسیب‌پذیرترند. علاوه بر این، برنامه‌های پیشگیری و بازیابی از بلایا اغلب علیه اقلیت‌ها در مناطق کم‌درآمد جانبدارانه هستند.

## تاریخچه
خاستگاه جنبش عدالت زیست‌محیطی را می‌توان در جنبش زیست‌محیطی بومیان آمریکا جست‌وجو کرد؛ جنبشی که خود، ریشه در بیش از ۵۰۰ سال استعمار، سرکوب، و مبارزه‌های مداوم برای حاکمیت و حقوق سرزمینی دارد.
این پیوند تاریخی نشان می‌دهد که برای بسیاری از جوامع بومی، محیط زیست نه‌فقط منبعی برای بقا، بلکه بخشی جدایی‌ناپذیر از هویت، فرهنگ و حق تعیین سرنوشت است و همین نگاه، سنگ‌بنای عدالت زیست‌محیطی معاصر شده است. در سال ۱۹۶۸، فعالان محیط زیست مردمی از چندین کشور قبیله‌ای در مینه سوتا گرد هم آمدند و سازمانی به نام جنبش سرخپوستان آمریکایی (AIM) تشکیل دادند.
اعتراض سال ۱۹۸۲ در کارولینای شمالی علیه دفن زباله‌های سمی PCB به‌طور گسترده‌ای به‌عنوان خاستگاه جنبش عدالت زیست‌محیطی شناخته می‌شود. در سال ۱۹۸۲، مقامات ایالتی کارولینای شمالی تصمیم گرفتند در شهر کوچک آفتون در شهرستان وارن، کارولینای شمالی، محل دفن زباله‌ای بخاک بسیار سمی و آلوده به PCB ایجاد کنند. آفتون حدود ۸۴٪ آمریکایی آفریقایی‌تبار بود. این تصمیم اولین اعتراض ملی علیه محل قرارگیری تأسیسات دفع زباله‌های خطرناک را برانگیخت. ساکنان شهرستان وارن به همراه رهبران حقوق مدنی و سیاسی محلی، که توسط انجمن ملی پیشرفت رنگین‌پوستان سازماندهی شده بود، در مخالفت با محل دفن زباله تجمع کردند. بیش از ۵۰۰ معترض دستگیر شدند. در پی اعتراضات سال ۱۹۸۲ در کارولینای شمالی، دو مطالعهٔ مهم منتشر شد: یکی از سوی دفتر حسابرسی کل ایالات متحده در سال ۱۹۸۳ و دیگری توسط کمیسیون عدالت نژادی کلیسای متحد مسیح در سال ۱۹۸۷. هر دو مطالعه رابطه‌ای قوی میان نژاد و محل استقرار مراکز دفع پسماندهای خطرناک را نشان دادند. یافته‌ها تأکید داشتند که این مراکز به‌طور نامتناسب در نزدیکی جوامع اقلیت‌های نژادی و درآمد پایین قرار دارند واقعیتی که ابعاد نهادی نژادپرستی زیست‌محیطی را روشن‌تر می‌سازد.
مطالعهٔ انجام‌شده توسط دفتر حسابرسی کل ایالات متحده (U.S. General Accounting Office) با بررسی محل استقرار مراکز دفع پسماندهای خطرناک نشان داد که این مراکز بیشتر در جوامع اقلیت نژادی و کم‌درآمد قرار دارند.
این یافته، بُعد نهادی و ساختاری تبعیض زیست‌محیطی را به‌خوبی نشان می‌دهد—نشان‌دهندهٔ آن است که تأسیسات آلاینده نه‌تنها به‌طور اتفاقی، بلکه بر اساس الگوهای اجتماعی–اقتصادی نابرابر توزیع می‌شوند.
مطالعه کمیسیون عدالت نژادی کلیسای متحد مسیح (CRJ) نشان داد که سه مورد از بزرگ‌ترین مراکز دفع زباله‌های خطرناک در مناطق عمدتاً سیاه‌پوست‌نشین واقع شده‌اند و ۴۰ درصد از ظرفیت دفن زباله‌های خطرناک در ایالات متحده را تشکیل می‌دهند. این مطالعه همچنین نشان داد که قوی‌ترین پیش‌بینی‌کنندهٔ محل قرارگیری تأسیسات دفع زباله‌های خطرناک، نژاد است که از درآمد خانوار و ارزش خانه‌ها پیشی گرفته است. یک مطالعه دیگر که توسط CRJ انجام شد، نشان داد که از هر پنج آمریکایی آفریقایی‌تبار و آمریکایی اسپانیایی‌تبار، سه نفر در جوامعی با محل‌های دفن زباله‌های خطرناک زندگی می‌کنند.

## آلودگی

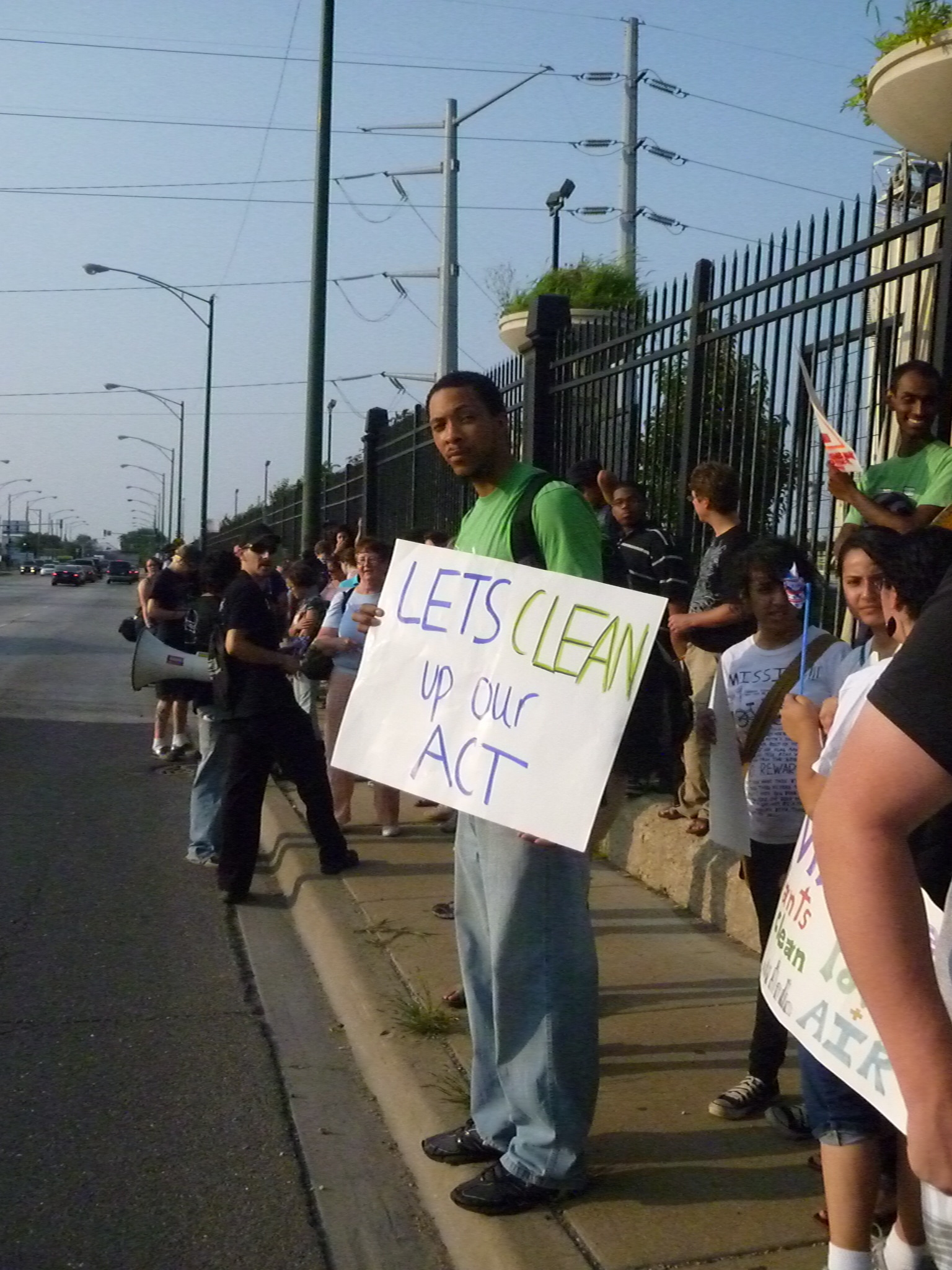
اعتراض در کارخانه زغال سنگ کرافورد

### کشاورزی
عملیات تغذیه متمرکز حیوانات (CAFO) با انتشار گازهای مضر در هوا (آمونیاک، ترکیبات آلی فرار، اندوتوکسین‌ها و غیره) و کاهش شدید کیفیت هوای اطراف، به اثرات نامطلوب سلامتی که جوامع EJ تجربه می‌کنند، کمک می‌کند. برخی از راه‌هایی که این مواد شیمیایی هوا را آلوده می‌کنند عبارتند از: طویله‌هایی که حیوانات در آنها نگهداری می‌شوند، نگهداری زباله‌ها به ویژه در عملیات پرورش خوک، جابجایی زباله‌های انبار شده. این آلاینده‌های موجود در هوا قادر به حمل و انتقال باکتری‌های بیماری‌زا و قارچ‌های خاص هستند. این تأسیسات بزرگ نگهداری دام (CAFOs) همچنین می‌توانند خاک و منابع آبی اطراف را آلوده کنند.
شایع‌ترین پیامدهای منفی آن‌ها برای سلامت انسان عبارت‌اند از: افزایش آسم و کاهش عملکرد ریوی. گازهای منتشرشده از فضولات حیوانی و سایر منابع مانند آمونیاک و ترکیبات آلی فرّار در کاهش کیفیت هوای محیط و ایجاد بیماری‌های تنفسی، نقش چشمگیری دارند.